# Mário Almaský
Mário Almaský (sinh 25 tháng 6 năm 1991) là một tiền vệ bóng đá Slovakia hiện tại thi đấu cho câu lạc bộ FO ŽP Šport Podbrezová, mượn từ MFK Ružomberok.

## MFK Ružomberok
Mario ra mắt chính thức cho MFK Ružomberok ngày 16 tháng 5 năm 2012, thi đấu 14 phút cuối trong thất bại 0–3 trên sân khách trước FC Spartak Trnava.